# Gouvernement Pierre Laval (3)
Pour les articles homonymes, voir Gouvernement Pierre Laval.
Troisième République
Gouvernement Pierre Laval II Gouvernement André Tardieu III
Le troisième gouvernement de Pierre Laval est un gouvernement français de la Troisième République qui a duré du 14 janvier 1932 au 16 février de la même année. Le 16 février 1932, le Gouvernement est mis en minorité au Sénat (question de confiance posée sur la date d'une interpellation sur la politique générale du Gouvernement) et démissionne. 

## Composition
| Portefeuille | Titulaire | Titulaire                   | Parti |
| --- | --------- | --------------------------- | ----- |
| Président du Conseil |           | Pierre Laval                | DVD   |
| Ministres |           |                             |       |
| Ministre des Affaires étrangères                                                                                               |           | Pierre Laval                | DVD   |
| Ministre des Finances |           | Pierre-Étienne Flandin      | AD    |
| Ministre du Budget |           | François Pietri             | AD    |
| Ministre de la Guerre |           | André Tardieu               | AD    |
| Ministre de la Justice |           | Léon Bérard                 | AD    |
| Ministre de l'Instruction publique et des Beaux-Arts                                                                           |           | Marius Roustan              | RI    |
| Ministre de l'Intérieur |           | Pierre Cathala              | RI    |
| Ministre de la Marine militaire                                                                                                |           | Charles Dumont              | AD    |
| Ministre de l'Air |           | Jacques-Louis Dumesnil      | PRRRS |
| Ministre du Commerce et de l'Industrie                                                                                         |           | Louis Rollin                | AD    |
| Ministre des Travaux publics                                                                                                   |           | Maurice Deligne             | RI    |
| Ministre des Postes, Télégraphes et des Téléphones                                                                             |           | Charles Guernier            | RI    |
| Ministre de l'Agriculture |           | Achille-Armand Fould        | FR    |
| Ministre des Colonies |           | Paul Reynaud                | AD    |
| Ministre du Travail et de la Prévoyance Sociale                                                                                |           | Adolphe Landry              | RI    |
| Ministre de la Santé publique                                                                                                  |           | Camille Blaisot             | FR    |
| Ministre de la Marine marchande                                                                                                |           | Louis de Chappedeleine      | RI    |
| Ministre des Pensions |           | Auguste Champetier de Ribes | PDP   |
| Sous-secrétaires d’État |           |                             |       |
| Sous-secrétaire d’État à la présidence du conseil de l'intérieur chargé de l'Économie Nationale et de la présidence du conseil |           | Claude-Joseph Gignoux       | AD    |
| Sous-secrétaire d’État à l'Instruction publique chargé des Beaux-Arts                                                          |           | Maurice Petsche             | AD    |
| Sous-secrétaire d’État à l'Instruction publique chargé de l'Enseignement technique                                             |           | Charles Pomaret             | PRS   |
| Sous-secrétaire d’État à l'Instruction publique chargé de l'Éducation physique                                                 |           | Émile Morinaud              | RI    |
| Sous-secrétaire d’État aux Travaux publics chargé des Travaux publics et du Tourisme                                           |           | Gaston Gérard               | AD    |
| Sous-secrétaire d’État à la Marine militaire                                                                                   |           | Pierre Dignac               | AD    |
| Sous-secrétaire d’État à l'Air                                                                                                 |           | Étienne Riché               | RI    |
| Sous-secrétaire d’État au Commerce et à l'Industrie                                                                            |           | Charles Frey                | AD    |
| Sous-secrétaire d’État aux Colonies                                                                                            |           | Blaise Diagne               | PRS   |
| Sous-secrétaire d’État au Travail et à la Prévoyance Sociale                                                                   |           | Maurice Foulon              | SE    |